# Драиновиће
Драиновиће (или Драјиновиће) је насеље у општини Зубин Поток на Косову и Метохији. Атар села је на територији катастарске општине Драиновиће 142 ha. Село је на изворишту Витаковске реке, на јужним је обронцима планине Рогозне испод косе која је развође Ибарског и Рашког слива. Ово је типично планинско село изоловано од важнијих саобраћајних комуникација, до којег се долази лошим планинским путем кроз места Горње Вараге и Витаково. У селу се налазе остаци као што су Латинско гробље и црквина у његовој близини. До 1880. године у селу су живели Драјиновићи по којима село и носи назив. Они су се иселили и на њихово место су касније дошли мухаџири из Босне, да би се касније доселили Срби из оближњег села Јунаке. 80-их година XX века становништво је спонтано расељено углавном у Крагујевац и Нови Пазар, па је данас пусто село. Насеље је припојено територији Косова и Метохије 9. априла 1952. године.

## Демографија
- попис становништва 1948. године: 28
- попис становништва 1953. године: 26
- попис становништва 1961. године: 10
- попис становништва 1971. године: 18
- попис становништва 1981. године: 11
- попис становништва 1991. године: 0